# كيتاكاتا (فوكوشيما)
مدينة كيتاكاتا (بالإنجليزية: Kitakata)‏ هي أحد المدن التابعة لمحافظة فوكوشيما. تأسست رسميًا في 04/01/2006. ويقدر عدد سكانها بـ 54684 نسمة حسب تقدير مكتب الإحصاء الياباني لعام 2012. تبلغ مساحة كيتاكاتا 554.67 كم2. بكثافة سكانية تبلغ 98.6 نسمة/كم2.